# Cuba ai Giochi della XV Olimpiade
Cuba ha partecipato ai Giochi della XV Olimpiade, svoltisi ad Helsinki, dal 19 luglio al 3 agosto 1952,  
con una delegazione di 29 atleti impegnati in 8 discipline,
senza aggiudicarsi medaglie.

## Risultati

### Pallacanestro
| Atleta | Classifica |
| --- | ---------- |
| V · D · M Nazionale cubana - Pallacanestro ai Giochi della XV Olimpiade 4 Escoto · 5 López · 6 J. García · 7 de la Pozas · 8 Faget · 9 García-Ordóñez · 10 C. García · 11 Bea · 12 Estrada · 13 Quintero · 14 Ruiz · 15 Wiltz · All. - | 14°        |
| Nazionale cubana - Pallacanestro ai Giochi della XV Olimpiade |            |
| 4 Escoto · 5 López · 6 J. García · 7 de la Pozas · 8 Faget · 9 García-Ordóñez · 10 C. García · 11 Bea · 12 Estrada · 13 Quintero · 14 Ruiz · 15 Wiltz · All. -                                                                         |            |